# Osnova
La revista ucraïnesa Osnova (que significa 'Base' en català) va ser publicada entre 1861 i 1862 a St Petersburg. Els seus articles estaven dedicats a la vida i costums dels ucraïnesos, incloent articles sobre les seves tradicions i els seus vestits de casament. Algunes figures prominents associades a la revista Osnova van ser els intel·lectuals ucraïnesos Volodymyr Antonovytx i Tadei Rylsky, així com el poeta Pavlò Txubinski.
A l'imperi rus, algunes expressions de la cultura ucraïnesa, i en especial la llengua eren repetidament perseguides, per por a que una pressa de consciència de la nació ucraïnesa minés la unitat de l'Imperi. El 1811 per ordre del govern rus l'Acadèmia Kiev Mohyla (en funcionament des de 1632) va ser tancada i prohibida. L'any 1847 la Fraternitat dels Sants Ciril i Metodi va ser clausurada. El mateix any Taràs Xevtxenko va ser arrestat i es va exiliar per deu anys, i se li va prohibir d'expressar les seves opinions per raons polítiques. El 1862 Pavlò Txubinski, associat amb Osnova, va ser exilat per set anys fora d'Ucraïna a Arkhangelsk. La revista Osnova es va interrompre per raons financeres.